# Giulia della Rena
Giulia della Rena (Certaldo, 1319 - Certaldo, 9 de enero de 1367) era una religiosa italiana miembro de la Tercera Orden de San Agustín, venerada como beata por la Iglesia católica.
Della Rena quedó huérfana en algún momento de su infancia y buscó trabajo como empleada doméstica en Florencia, donde pronto se convirtió en miembro de los terciarios agustinos. Luego, la religiosa regresó a Certaldo debido al clima económico y político florentino negativo donde se hizo más conocida por rescatar a un niño de un edificio en llamas.
La confirmación en 1819 de su 'culto local' (o devoción popular), que comenzó casi inmediatamente después de su muerte, permitió al Papa Pío VII aprobar su beatificación.

## Vida
Giulia della Rena nació de nobles empobrecidos (cuyo estado comenzó a disminuir) en Certaldo en algún momento de 1319. Quedó huérfana de sus padres en algún momento de su infancia.
Della Rena buscó trabajo fuera de su ciudad natal y se convirtió en empleada doméstica de la familia Timolfi en Florencia. Fue allí donde se convirtió en miembro profeso de la Orden de San Agustín en su tercera rama en 1338 en la basílica del Santo Spirito mientras también recibía el hábito. Pero el tumulto en Florencia la hizo regresar a su hogar en Certaldo, donde rescató a un niño de un edificio en llamas en un movimiento que le trajo fama y atención no deseadas. Luego se retiró para vivir el resto de su vida como anacoreta en una pequeña celda construida en la iglesia de Santi Jacopo e Filippo. Tenía poco en su pequeña celda, salvo una pequeña ventana y un Crucifijo.
Della Rena murió a principios de 1367. Sus restos fueron enterrados en la iglesia de los Santos Jacobo y Felipe y fueron trasladados a su altar en 1372.

## Beatificación

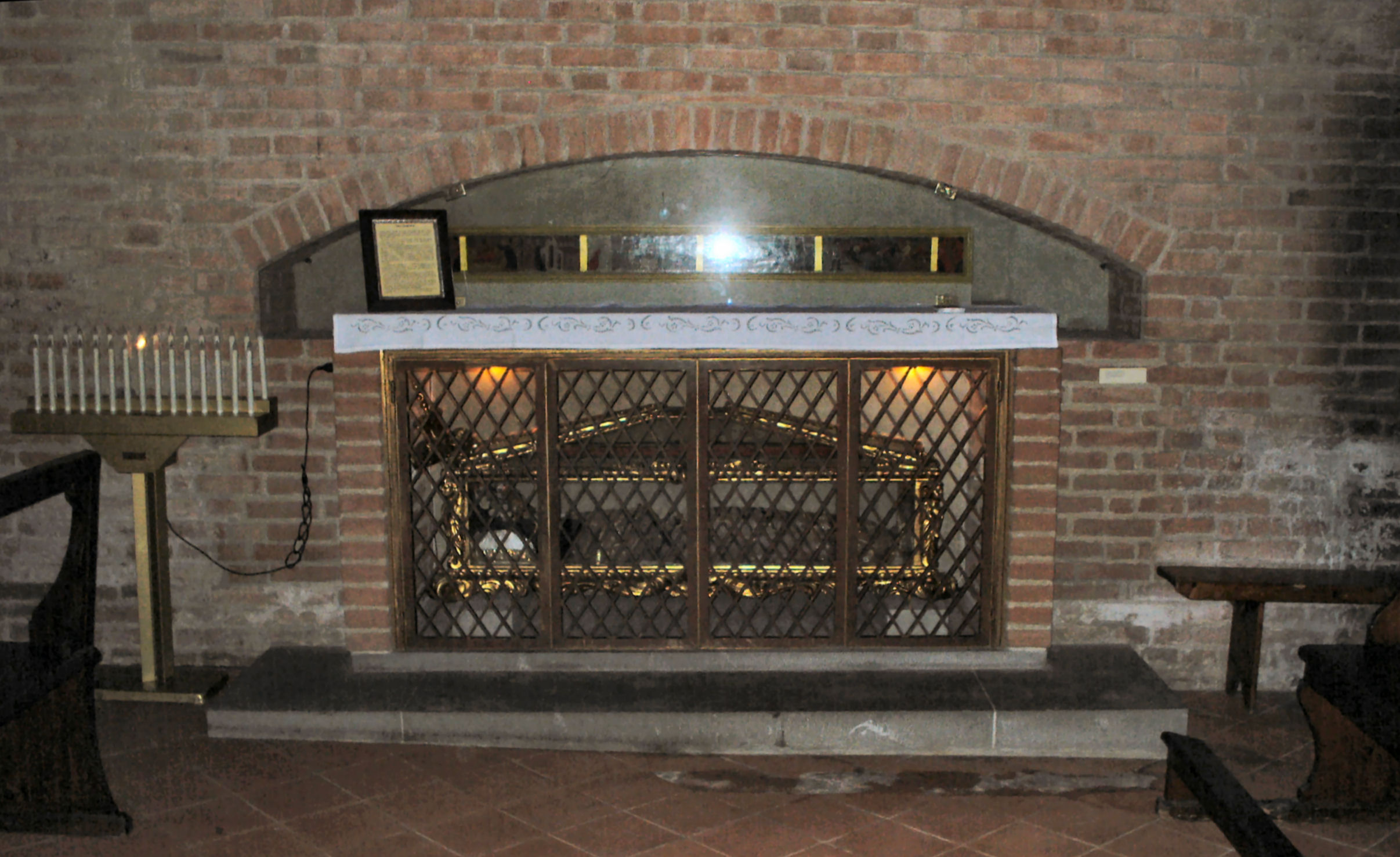
Tumba de Giuia della Rena en Certaldo.

La confirmación de su 'culto local', o devoción popular, permitió al Papa Pío VII, el 18 de mayo de 1819, emitir su total aprobación para su beatificación. Tal culto comenzó casi inmediatamente después de que ella murió y se volvió duradera. En algún momento de los años 1500 fue aclamada como una mecenas de estar en contra de plagas e infecciones debido a los milagros que curaban a las personas de ese tipo.